# Sân bay Dibrugarh
Sân bay Dibrugarh (IATA: DIB, ICAO: VEMN) là một sân bay ở Dibrugarh, Assam, Ấn Độ. Sân bay này có một đường băng dài 1829 m rải asphalt.

## Các hãng hàng không và các tuyến điểm
- Deccan (Guwahati, Kolkata)
- Indian Airlines (Kolkata)
- Jet Lite (Guwahati, Delhi, Patna)
- Kingfisher Airlines (Kolkata, Delhi, Mumbai, Hyderabad, Chennai)